# Filatima adamsi
Filatima adamsi là một loài bướm đêm thuộc họ Gelechiidae. Loài này được ghi nhận tại Maine.